# 15133 Sullivan
15133 Sullivan (2000 EB91) là một tiểu hành tinh vành đai chính được phát hiện ngày 9 tháng 3 năm 2000 bởi nhóm nghiên cứu tiểu hành tinh gần Trái Đất phòng thí nghiệm Lincoln ở Socorro.